# Henri Bouckaert
Jules Henri Bouckaert (* 3. Mai 1870 in Roncq; † 29. April 1912 im Golf von Izmir) war ein französischer Ruderer.
Als Teil seines Vereins Cercle de l’Aviron de Roubaix nahm er an den Olympischen Sommerspielen 1900 in Paris teil. Im Vierer mit Steuermann konnte er zusammen mit Jean Cau, Émile Delchambre, Henri Hazebrouck und dem Steuermann Charlot in einer Zeit von 7:11 Minuten die Goldmedaille im ersten Finallauf gewinnen.